# San Juan County (Utah)
San Juan County je okres ve státě Utah v USA. K roku 2010 zde žilo 14 746 obyvatel. Správním městem okresu je Monticello. Celková rozloha okresu činí 20 547 km². Byl pojmenován podle řeky San Juan.